# برادفورد تاتوم
برادفورد تاتوم (بالإنجليزية: Bradford Tatum)‏ هو ممثل أمريكي، ولد في 29 مارس 1965 في الولايات المتحدة.

## أعمال

### مسلسلات
- ميامي
- كولد كيس

## وصلات خارجية
- برادفورد تاتوم على موقع IMDb (الإنجليزية)
- برادفورد تاتوم على موقع ألو سيني (الفرنسية)
- برادفورد تاتوم على موقع أول موفي (الإنجليزية)
- برادفورد تاتوم على موقع قاعدة بيانات الأفلام السويدية (السويدية)
- برادفورد تاتوم على موقع قاعدة بيانات الفيلم (الإنجليزية)
- برادفورد تاتوم على موقع كينوبويسك (الروسية)